# Rafle de Saint-Étienne
La rafle de Saint-Étienne est une rafle de Juifs effectuée à Saint-Étienne le 26 août 1942 par la Gestapo. Les personnes arrêtées, dont l'âge varie de 1 mois à 94 ans, sont emmenés à Lyon, puis à Drancy, avant d'être déportés dans les camps d'extermination.

## Historique
Environ quatre-vingt ou une centaine de familles juives habitent à Saint-Étienne au début de la Seconde Guerre mondiale. À ce nombre s'ajoute des familles réfugiées d'Alsace-Lorraine et d'Allemagne, pour un total d'environ 500 personnes. Une partie de cette population (71 personnes ) est arrêtée lors de la rafle du 26 août 1942, conduite d'abord à Lyon, puis à Drancy, pour être déportée vers les camps d'extermination,.

## Déportés
- Simon Igel, (16 ans), né le 18 août 1927 à Zolkiev (Zhovkva), en Pologne, aujourd'hui en Ukraine, déporté par le Convoi No. 60, en date 7 octobre 1943, de Drancy vers Auschwitz. Survivant. Sa dernière adresse à Saint-Étienne est au 28, rue Beaubrun[4],[5]. Quand il rentre de déportation, il trouve sa maison occupée. Il quitte Saint-Étienne et renonce aux démarches pour récupérer sa maison[2],[6],[7],[8].